# راسيل ميتشيل
راسيل ميتشيل (بالإنجليزية: Russ Mitchell)‏ هو صحفي ومذيع أخبار أمريكي، ولد في 25 مارس 1960 في سانت لويس في الولايات المتحدة.

## وصلات خارجية
- راسيل ميتشيل على موقع IMDb (الإنجليزية)
- راسيل ميتشيل على موقع قاعدة بيانات الفيلم (الإنجليزية)